# Sauce (Uruguay)
Sauce ist eine Stadt in Uruguay.

## Geographie
Sie befindet sich im zentralen Süden des Departamento Canelones in dessen Sektor 6. Größere Ansiedlungen in der Umgebung sind Progreso im Westen, Las Piedras im Südwesten oder Pando im Südosten. Durch die Stadt fließt der Arroyo del Sauce.

## Infrastruktur

### Bildung
Sauce verfügt mit dem 1953 zunächst als Liceo Popular gegründeten Liceo de Sauce über eine weiterführende Schule (Liceo).

### Verkehr
Sauce ist über die durch die Stadt führende Ruta 6 und die Rutas 67, 107 sowie 86 an das Verkehrswegenetz angeschlossen. Die Bahnstrecke Toledo–Rio Branco führt durch den Ort.

## Einwohner
Die Einwohnerzahl von Sauce beträgt 6.132. (Stand: 2011)
| Jahr | Einwohner |
| ---- | --------- |
| 1963 | 3.532     |
| 1975 | 3.911     |
| 1985 | 4.294     |
| 1996 | 4.932     |
| 2004 | 5.797     |
| 2011 | 6.132     |

Quelle: Instituto Nacional de Estadística de Uruguay

## Stadtverwaltung
Bürgermeister (Alcalde) von Sauce ist Rubens Ottonello (Partido Nacional).

## Söhne und Töchter der Stadt
- Emiliano Albín (* 1989), Fußballspieler
- Camilo Mayada (* 1991), Fußballspieler
- Darío Pereyra (* 1956), Fußballspieler und -trainer